# 柱果琼楠
柱果琼楠（学名：Beilschmiedia cylindrica），为樟科琼楠属下的一个种。

## 扩展阅读
維基物種上的相關：柱果琼楠